# 孟通
孟通（？—271年），益州建寧郡人，蜀漢至西晉初期將領。

## 生平
蜀漢南中都督霍弋帳下牙門將，蜀亡後隨霍弋降魏，晉代魏後又歸屬於晉朝。孫吳交阯郡吏呂興起事反抗吳國統治，引發「交阯之亂」，霍弋上表希望由爨谷擔任交趾太守，並派遣牙門將軍建寧爨谷、董元、毛炅、孟幹、爨熊、李松、王素等支援叛吳的呂興。但人還沒到，呂興死在功曹李統之手，不久李統也被爨谷、孟幹、毛炅、董元等擊敗。曾與毛炅、董元、楊稷等人大破吳軍，陣斬吳大都督修則、交州刺史劉俊。晉泰始七年（孫吳建衡三年，271年）吳將陶璜收復交趾，斬楊稷長史張登、毛炅、交趾人邵暉，孟通亦被陶璜斬首。